# Азовсько-дніпровська культура

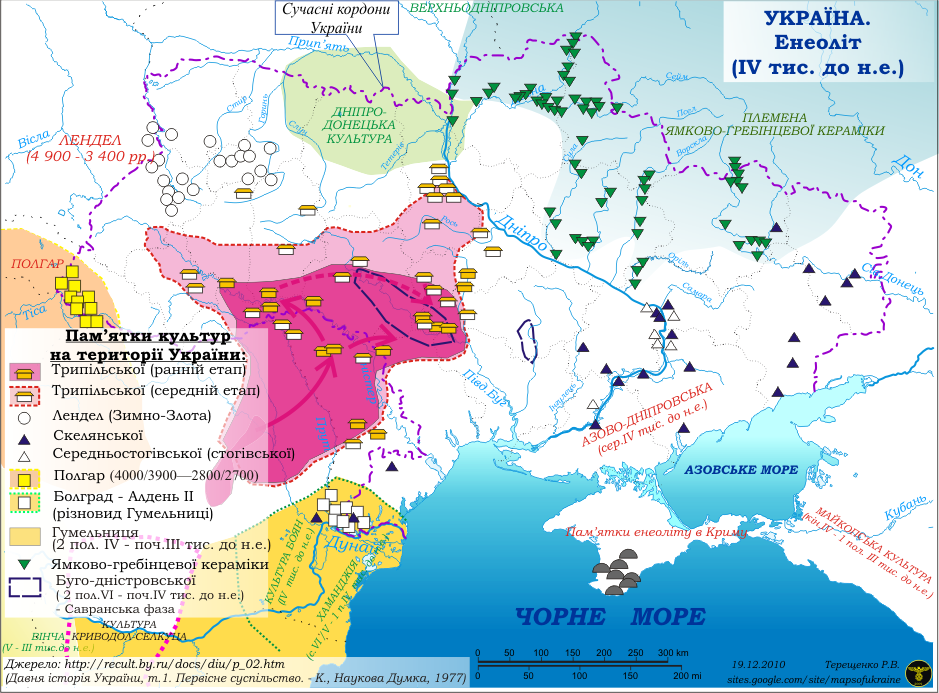
Азово-дніпровська культура у 4 тисячоріччі до Р.Х.

Азо́всько-дніпро́вська культу́ра, Маріупольська культура — археологічна культура нової кам'яної доби, пам'ятки якої виявлені у степовій Наддніпрянщині, Криму, прилеглих районах Приазов'я. Частина більш поширеної маріупольської культурно-історичної області. Датується четвертою чвертю V — третьою чвертю IV тисячоліття до Р. Х..
Населення, що залишило цю культуру, будувало напівокруглі та овальні наземні житла, іноді з підлогою з утрамбованих черепашок, вміло виготовляти кераміку з глини з домішками піску та рослин, різноманітні крем'яні знаряддя, в тому числі сокири та булави.
За контактом скелянської та азово-дніпровської культур сформувалася наступна квітянська культура (кінець IV — I половина III тисячоріччя до Р.Х..).
Азовсько-дніпровська культура була поступово поглинена трипільською та середньостогівською культурами.